# Dirty Deeds Done Dirt Cheap
Dirty Deeds Done Dirt Cheap – drugi ogólnoświatowo wydany album studyjny australijskiego zespołu AC/DC. Wydany został 5 listopada 1976 roku w Europie, a w Stanach Zjednoczonych był odroczony z wydania aż do 27 marca 1981 r. Wszystkie utwory są autorstwa Angusa Younga, Malcolma Younga, i Bona Scotta.
Album został oryginalnie wydany przez wytwórnię Atlantic Records. W samych Stanach Zjednoczonych został sprzedany już w ponad 6 milionach egzemplarzy.

## Opis albumu
Ta edycja albumu wyraźnie różni się od oryginalnej australijskiej edycji wydanej we wrześniu 1976 r. Cechuje się inną okładką oraz listą utworów.
Na tym albumie, utwory z australijskiego albumu „R.I.P. (Rock in Peace)” oraz „Jailbreak” zostały zastąpione przez utwory „Rocker” (z albumu T.N.T. z 1975 roku) oraz „Love at First Feel”, który jak dotąd jest jednym z dwóch utworów z ogólnoświatowych albumów AC/DC, który nie jest zawarty na australijskim albumie (innym jest „Cold Hearted Man”, zamieszczony tylko na europejskim wydaniu winylowym albumu Powerage). Podobnie jest z utworami z australijskich albumów AC/DC. Do dzisiaj niektóre utwory są niedostępne ogólnoświatowo. Bądź co bądź, utwór „Love at First Feel” został wydany w Australii jako singel.
Dodatkowo, piosenka o nazwie „I’m a Rebel” została nagrana podczas sesji nagraniowej albumu w 1976 r., z muzyką i tekstem napisanym przez starszego brata Angusa i Malcolma, Alexa Younga. Ten utwór nigdy nie został wydany, obecnie jest dostępny wyłącznie w zasobach wytwórni Albert Productions.

## Kontrowersje
Bywa postulowane to, że wytwórnia Atlantic usunęła utwór „Jailbreak” z ogólnoświatowej edycji z powodu tekstu utworu. Jeśli to jest prawda, to byłaby ona wysoce ironiczna wobec podobnych, jeśli nie bardziej niemoralnych, tekstów utworów zawartych w takich utworach jak tytułowy „Dirty Deeds Done Dirt Cheap”, „Big Balls”, czy „Problem Child”, które przecież zawarte są na tym albumie. Powody usunięcia utworu „R.I.P. (Rock in Peace)” są nieznane.

## Lista utworów
1. „Dirty Deeds Done Dirt Cheap” – 4:11 (winyl), 3:51 (CD)
2. „Love at First Feel” – 3:12
3. „Big Balls” – 2:38
4. „Rocker” – 2:51
5. „Problem Child” – 5:46
6. „There’s Gonna Be Some Rockin'” – 3:18
7. „Ain’t No Fun (Waiting Round to Be a Millionaire)” – 7:29 (winyl), 6:57 (CD)
8. „Ride On” – 5:53
9. „Squealer” – 5:17

- Kompozytorami wszystkich utworów są Angus Young, Malcolm Young, i Bon Scott.
- Utwór „Rocker” oryginalnie został wydany na albumie T.N.T. w grudniu 1975 r.

## Twórcy

### Wykonawcy
- Angus Young – gitara prowadząca
- Malcolm Young – gitara rytmiczna
- Bon Scott – śpiew
- Phil Rudd – perkusja
- Mark Evans – gitara basowa

### Produkcja
- Producenci: Harry Vanda, George Young
- Projekt okładki i fotografii: Hipgnosis
- Fotografie wewnątrz okładki: Paul Canty